# Jiangbei (Hunan)
Pour les articles homonymes, voir Jiangbei.
Jiangbei est une ville située dans la province de Hunan, en Chine. Elle est composée de 3 communautés et de 13 villages. Elle comporte 53 997 habitants répartis sur une surface de 175 km2. La densité de population est de 310 habitants par kilomètre carré.